# Chivilcoy
Chivilcoy − miasto we wschodniej Argentynie, w prowincji Buenos Aires, przy linii kolejowej Buenos Aires − Santa Rosa. Około 60,8 tys. mieszkańców.